# Vene gluteale superioare
Venele gluteale superioare (vene gluteale) sunt venæ comitante ale arterei gluteale superioare; primesc afluenți din fesa corespunzătoare cu ramurile arterei și intră în pelvis prin foramenelor sciatice mari, deasupra piriformisului și se unesc frecvent înainte de a se termina în vena hipogastrică (vena iliacă internă). 